# سباق باريس روبيه 1995
طواف باريس 1995 هو سباق دراجات هوائية أقيم بتاريخ أبريل 9، تكون السباق من مرحلة واحدة، وامتدّ لمسافة 266.5 كم، وبسرعة 43.504 كم/س، استغرق السباق 6 ساعات و27 دقيقة و08 ثانية.